# Bengt Forslund
Bengt Forslund (nacido el 22 de junio de 1932) es un productor , guionista y director de producción sueco . Produjo y coescribió (con Jan Troell ) Los emigrantes (1971), por el cual fue nominado a los Premios de la Academia (Oscar) por Mejor guion adaptado. En la 8.ª entrega de los Premios Guldbagge ganó el premio de Logro Especial.

## Premios y distinciones
Premios Óscar
| Año  | Categoría                 | Película       | Resultado |
| ---- | ------------------------- | -------------- | --------- |
| 1973 | Óscar a la mejor película | Los emigrantes | Nominado  |
| 1973 | Mejor guion adaptado      | Los emigrantes | Nominado  |